# Opičí maso

Švédská expedice do Bolívie (1913–1914), opékání ulovených vřešťanů na ohni

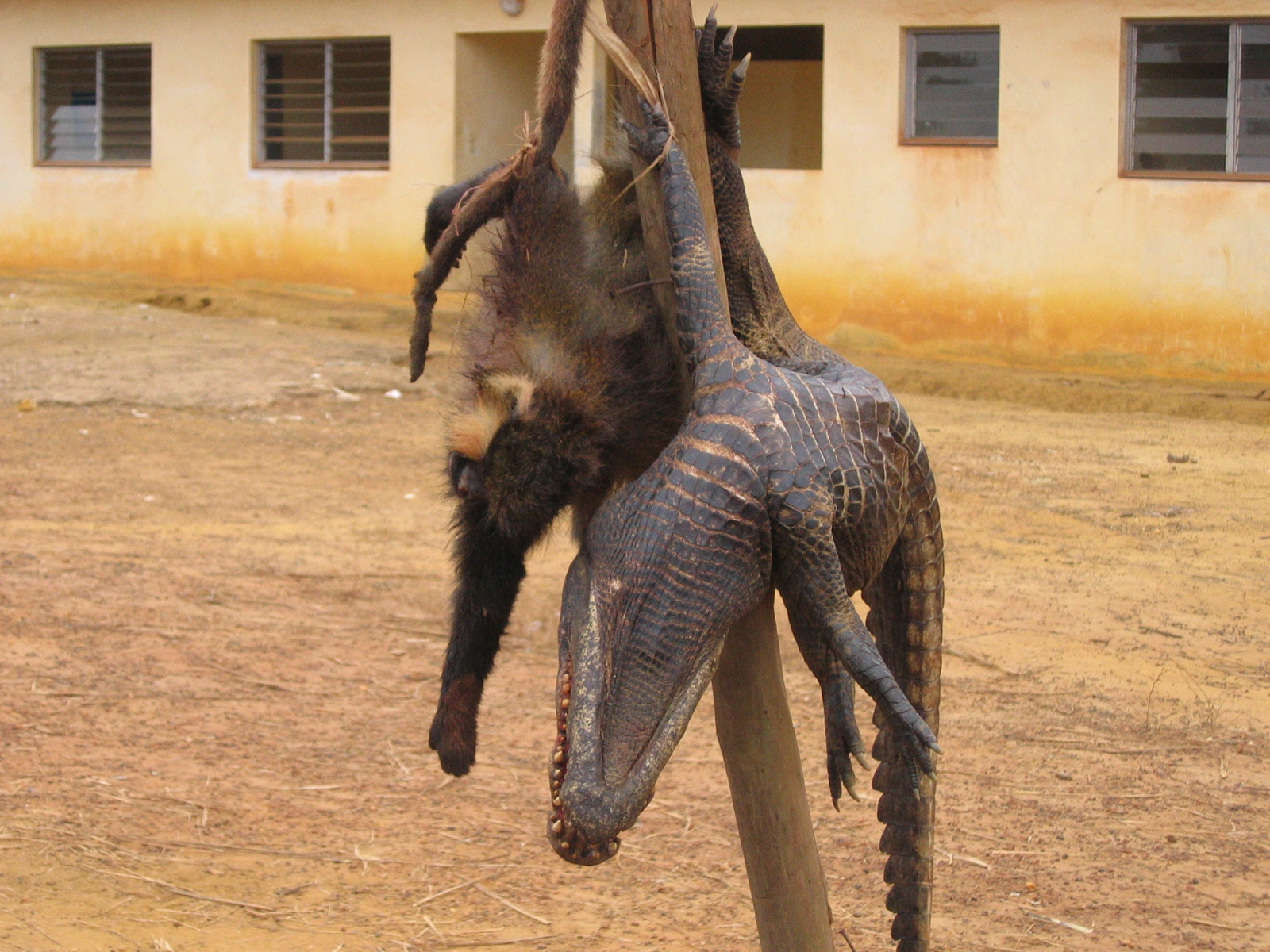
Prodej tzv. masa z buše (včetně opičího masa) u silnice, Gabon, 2006

Opičí maso je maso a další jedlé části získané z opic a patří mezi tzv. maso z buše. Konzumace opičího masa lidmi byla historicky zaznamenána v mnoha částech světa, včetně několika afrických a asijských zemí. Konzumace opičího masa byla hlášena i z některých míst ležících v Evropě a Americe.

## Rizika konzumace opičího masa
Konzumace opičího masa může být škodlivá pro zdraví. Studie zveřejněná v srpnu 1992 v časopise Journal of Tropical Medicine Hygiene uvádí devět případů salmonelózy připisovaných konzumaci opičího masa. Vzhledem k tomu, že lidská genetická výbava je podobná genetické výbavě opic, jsou lidé také náchylní k opičím nemocem a virům, které mohou být v opičím mase přítomny.

## Konzumace opičího masa podle geografických oblastí

### Afrika
Podle dokumentu z roku 2014, který natočila Vice News, v Libérii kvete obchod s opičím masem. Místní obyvatelé ho popisují jako chuťově nasládlé a nezajímá je riziko nákazy virem ebola, které je v Africe s konzumací opičího masa spojováno.
Obyvatelé Konžské republiky považují opičí maso za "běžnou pochoutku" a "něco, co musí člověk ochutnat". Běžně se zde opičí maso prodává grilované, vařené nebo smažené. Mrtvoly opic jsou zde vysoce ceněny a jejich cena se pohybuje mezi 20 až 40 tisíci CFA. Reportér Nairobi News, který v roce 2015 přinášel reportáže z Afrických her konaných v Brazzaville, poznamenal, že "místní obyvatelé se perou" o opičí maso, ale maso jiných primátů, jako jsou paviáni a šimpanzi, už tolik oblíbené není. Dokonce guaréza Waldronové byla údajně kvůli masu v roce 2001 vyhubena.
V Kamerunu přibližně 80 procent konzumovaného masa patří k tzv. masu z buše. Maso z opic a lidoopů je zde ceněno pro svou údajnou šťavnatost a každý rok je pro nelegální trh s masem zabito přibližně tři tisíce goril.
Ve Středoafrické republice, kde místní obyvatelstvo často trápí hlad, je konzumace opičího masa legální a populární.
Konzumace opičího masa je příznačná i pro příslušníky kmene Bari, jehož členové vnímají konzumaci opičího masa jako "hranici mezi sebou a nepůvodními obyvateli". V 21. století se však někteří členové kmene tomuto zvyku vyhýbají, protože opice vypadají podobně jako lidé.

### Amerika
V roce 2007 informovaly The New York Times o několika zaznamenaných případech dovozu opičího masa do USA, které bylo označeno jako maso pocházející z jiných zvířat. Dovoz tzv. masa z buše je však do USA nelegální. Opičí maso odhalené na hranicích celníky je zabaveno a zničeno. Za dovoz opičího masa navíc může být uložena pokuta 250 tisíc amerických dolarů.
Pokrmy z opic rodu Ateles jsou oblíbené mezi domorodci žijícími v jižním Mexiku. Loví se zde po celý rok, přestože je jejich lov v období od 1. března do 31. října zákonem zakázán. Ještě ve 20. století byla konzumace populární v oblasti Los Tuxtlas ve státě Veracruz. S rostoucí konzumací masa, začala populace opic v této oblasti klesat a opičí maso se stalo méně dostupným.
Domorodý kmen z Amazonie, Marubo, je známý tím, že připravuje polévky z masa tapírů, jelenů a také opic.

### Asie
V roce 2016 proběhla v Kambodži razie na trhu ve Stung Trengu, která vedla k zabavení dvou kilogramů sušeného opičího masa.
V Číně je opičí maso tradičně považováno za "ceněnou pochoutku" a věří se, že jeho konzumace má léčivé účinky. Počátkem roku 1934 byla v Kuang-tungu zakázána konzumace opičího masa i opičích mozečků. Podle tohoto nařízení "mají opice mnoho lidských vlastností a také značnou inteligenci, a proto by měly být chráněny". Toto nařízení údajně vydal Čchen Ťi-tchang.
V dubnu 2014 se virálně rozšířila fotografie z indického státu Čhattísgarh, která zobrazovala "stovky" opic určených ke konzumaci. Navzdory pobouření aktivistů za ochranu zvířat však vládní úředníci problém nijak neřešili a naopak se k fotografii vyjádřili skepticky, protože na většině území Indie jsou opice západně od Siliguri posvátné.
Většina obyvatel Indonésie jsou muslimové, kteří opičí maso nekonzumují. Na Sulawesi však žijí Minahasanové, nemuslimská menšina, kteří toto maso konzumují a maso z makaků chocholatých považují za delikatesu.
V některých oblastech Japonska bývalo opičí maso tradičně považováno za pochoutku, ale v 21. století je jeho konzumace extrémně vzácná. Naganské přísloví praví: "Nekrm svou ženu podzimní opicí, to by znamenalo plýtvat lahodnou pochoutkou." Říká se, že konzumace opičího masa přináší nespočet zdravotních výhod a například japonské ženy údajně konzumovaly opičí maso po porodu, aby opět získaly energii.
V září 2015 byl ve vietnamské restauraci ve Vũ Quangu zabit langur duk. Zdechlina byla údajně prodána za dva miliony vietnamských dongů.